# Campeonato da Europa de Atletismo de 2022 - 110 m com barreiras masculino
A prova dos 110 metros com barreiras masculino do Campeonato da Europa de Atletismo de 2022 foi disputada nos dias 16 e 17 de agosto de 2022, no Estádio Olímpico de Munique, em Munique na Alemanha. 

## Recordes
Antes desta competição, os recordes mundiais e do campeonato nesta prova eram os seguintes:
|                       | Nome          | Nacionalidade  | Tempo  | Local     | Data                  |
| --------------------- | ------------- | -------------- | ------ | --------- | --------------------- |
| Recorde mundial       | Aries Merritt | Estados Unidos | 12s 80 | Bruxelas  | 7 de setembro de 2012 |
| Recorde europeu       | Colin Jackson | Reino Unido    | 12s 91 | Estugarda | 20 de agosto de 1993  |
| Recorde do campeonato | Colin Jackson | Reino Unido    | 13s 02 | Budapeste | 22 de agosto de 1998  |

## Medalhistas
| Ouro                 | Prata                         | Bronze                  |
| Asier Martínez (ESP) | Pascal Martinot-Lagarde (FRA) | Just Kwaou-Mathey (FRA) |

## Cronograma
Todos os horários são locais (UTC+2).
| Data         | Hora  | Evento    |
| ------------ | ----- | --------- |
| 16 de agosto | 09:35 | Bateria   |
| 17 de agosto | 20:30 | Semifinal |
| 17 de agosto | 22:22 | Final     |

## Resultados

### Bateria
Qualificação: 4 atletas de cada bateria (Q) mais os 1 melhores qualificados (q). Os 14 atletas mais bem posicionados se classificaram diretamente para as semifinais.
Vento: 
Bateria 1: -0.5 m/s, Bateria 2: +0.6 m/s, Bateria 3: -0.2 m/s
| Posição | Bateria | Raia | Atleta                  | Nacionalidade | Tempo | Notas                |
| ------- | ------- | ---- | ----------------------- | ------------- | ----- | -------------------- |
| 1       | 2       | 8    | Finley Gaio             | Suíça         | 13.46 | Q,                   |
| 2       | 2       | 1    | David King              | Reino Unido   | 13.63 | Q                    |
| 3       | 3       | 1    | Gregor Traber           | Alemanha      | 13.69 | Q                    |
| 4       | 3       | 7    | Hassane Fofana          | Itália        | 13.72 | Q                    |
| 5       | 3       | 3    | Miguel Perera           | Reino Unido   | 13.72 | Q                    |
| 6       | 3       | 2    | Valdó Szűcs             | Hungria       | 13.73 | Q                    |
| 7       | 3       | 4    | Vladimir Vukićević      | Noruega       | 13.75 | q                    |
| 8       | 1       | 2    | Abdel Kader Larrinaga   | Portugal      | 13.76 | Q                    |
| 9       | 3       | 5    | Elmo Lakka              | Finlândia     | 13.78 |                      |
| 10      | 3       | 6    | Max Hrelja              | Suécia        | 13.80 |                      |
| 11      | 3       | 8    | Keiso Pedriks           | Estónia       | 13.83 | Recorde da temporada |
| 12      | 1       | 4    | Joel Bengtsson          | Suécia        | 13.84 | Q                    |
| 13      | 1       | 8    | Jakub Szymański         | Polónia       | 13.87 | Q                    |
| 14      | 1       | 3    | Koen Smet               | Países Baixos | 13.88 | Q                    |
| 15      | 2       | 5    | Santeri Kuusiniemi      | Finlândia     | 13.89 | Q                    |
| 16      | 2       | 6    | João Vítor de Oliveira  | Portugal      | 13.90 | Q                    |
| 17      | 2       | 3    | Michael Obasuyi         | Bélgica       | 13.90 |                      |
| 18      | 1       | 6    | Mathieu Jaquet          | Suíça         | 13.91 |                      |
| 19      | 2       | 4    | Lorenzo Ndele Simonelli | Itália        | 13.95 |                      |
| 20      | 2       | 7    | Bálint Szeles           | Hungria       | 13.97 |                      |
| 21      | 2       | 2    | Luka Trgovčević         | Sérvia        | 14.01 |                      |
| 22      | 1       | 7    | Ilari Manninen          | Finlândia     | 14.08 |                      |
| 23      | 1       | 1    | Alin Ionuţ Anton        | Roménia       | 14.18 |                      |
| 24      | 1       | 5    | Dániel Eszes            | Hungria       | 14.25 |                      |

### Semifinal
Qualificação: 2 atletas de cada bateria (Q) mais os 2 melhores qualificados (q). Os 14 mais bem classificados se juntaram aos 13 atletas classificados na fase anterior.
Vento: 
Bateria 1: +0.2 m/s, Bateria 2: -0.1 m/s, Bateria 3: -0.3 m/s
| Posição | Bateria | Raia | Atleta                  | Nacionalidade | Tempo | Notas           |
| ------- | ------- | ---- | ----------------------- | ------------- | ----- | --------------- |
| 1       | 1       | 5    | Asier Martínez          | Espanha       | 13.25 | Q               |
| 2       | 1       | 6    | Just Kwaou-Mathey       | França        | 13.30 | Q               |
| 3       | 3       | 5    | Enrique Llopis          | Espanha       | 13.30 | Q,              |
| 4       | 2       | 6    | Pascal Martinot-Lagarde | França        | 13.35 | Q               |
| 5       | 2       | 5    | Jason Joseph            | Suíça         | 13.45 | Q               |
| 6       | 3       | 6    | Sasha Zhoya             | França        | 13.46 | Q               |
| 7       | 1       | 3    | Andrew Pozzi            | Reino Unido   | 13.48 | q               |
| 8       | 1       | 7    | Finley Gaio             | Suíça         | 13.50 | q               |
| 9       | 2       | 3    | Milan Trajković         | Chipre        | 13.54 |                 |
| 10      | 1       | 4    | Hassane Fofana          | Itália        | 13.56 |                 |
| 11      | 2       | 8    | Miguel Perera           | Reino Unido   | 13.58 | Recorde pessoal |
| 12      | 1       | 2    | Vladimir Vukićević      | Noruega       | 13.64 |                 |
| 13      | 1       | 8    | Jakub Szymański         | Polónia       | 13.66 |                 |
| 14      | 2       | 7    | Joel Bengtsson          | Suécia        | 13.67 |                 |
| 15      | 3       | 3    | Aurel Manga             | França        | 13.70 |                 |
| 16      | 3       | 2    | Gregor Traber           | Alemanha      | 13.72 |                 |
| 17      | 3       | 7    | David King              | Reino Unido   | 13.73 |                 |
| 18      | 3       | 1    | Valdó Szűcs             | Hungria       | 13.78 |                 |
| 19      | 2       | 1    | Santeri Kuusiniemi      | Finlândia     | 13.81 |                 |
| 20      | 3       | 8    | Abdel Kader Larrinaga   | Portugal      | 13.81 |                 |
| 21      | 1       | 1    | João Vítor de Oliveira  | Portugal      | 13.92 |                 |
| 22      | 3       | 4    | Damian Czykier          | Polónia       | 13.99 |                 |
| 23      | 2       | 2    | Koen Smet               | Países Baixos | 14.06 |                 |
| 24      | 2       | 4    | Mikdat Sevler           | Turquia       | DNS   | DNS             |

### Final
A final ocorreu no dia 17 de agosto às 22:22.
Vento: -0.2 m/s
| Posição           | Raia | Atleta                  | Nacionalidade | Tempo | Notas       |
| ----------------- | ---- | ----------------------- | ------------- | ----- | ----------- |
| Medalha de ouro   | 4    | Asier Martínez          | Espanha       | 13.14 | 13.137 EL   |
| Medalha de prata  | 5    | Pascal Martinot-Lagarde | França        | 13.14 | 13.138 = EL |
| Medalha de bronze | 3    | Just Kwaou-Mathey       | França        | 13.30 |             |
| 4                 | 8    | Jason Joseph            | Suíça         | 13.35 |             |
| 5                 | 2    | Finley Gaio             | Suíça         | 13.50 |             |
| 6                 | 1    | Andrew Pozzi            | Reino Unido   | 13.66 |             |
| 7                 | 6    | Enrique Llopis          | Espanha       | 14.81 |             |
| 8                 | 7    | Sasha Zhoya             | França        | 16.51 |             |

Legenda
| Recorde mundial       | Recorde mundial (World record)               |                       | Recorde africano                      | Recorde africano (African) |                                           | Q | Classificado por posição (Qualified) |
| Recorde do campeonato | Recorde do campeonato (Championship record)  | Recorde da América    | Recorde da América (Americas)         | q                          | Classificado por melhor tempo (Qualified) |   |                                      |
| Melhor marca do ano   | Melhor marca do ano (World leading)          | Recorde asiático      | Recorde asiático (Asian)              | DNS                        | Não largou (Did not start)                |   |                                      |
| Recorde nacional      | Recorde nacional (National record)           | Recorde europeu       | Recorde europeu (European)            | DNF                        | Não terminou (Did not finish)             |   |                                      |
| Recorde pessoal       | Recorde pessoal do atleta (Personal best)    | Recorde da Oceania    | Recorde da Oceania (Oceania)          | DSQ / DQ                   | Desclassificado (Disqualified)            |   |                                      |
| Recorde da temporada  | Recorde da temporada do atleta (Season best) | Recorde sul-americano | Recorde sul-americano (South America) | NM                         | Sem marca (No mark)                       |   |                                      |